# Ravelsbach-Bahnstation
Ravelsbach-Bahnstation ist eine zur Ortschaft Gaindorf gehörende Streusiedlung in der Marktgemeinde Ravelsbach im Bezirk Hollabrunn in Niederösterreich.

## Geografie
Die Streusiedlung um die an der Franz-Josefs-Bahn liegenden Bahnanlagen besteht aus Industriebauten, Gewerbebetrieben und Wohnhäusern, die die Lage in der Nähe zur Bahn nutzten. Der etwa 3 Kilometer westlich von Ravelsbach liegende Bahnhof befindet sich an der Landesstraße L48, die hier die Bahnanlagen quert.

## Geschichte
Die Anfänge der Streusiedlung können in den 1880ern gefunden werden, als die Franz-Josefs-Bahn den Betrieb aufnahm. Seit 2015 halten an der Station keine Züge mehr.